# Lieke Wevers
Lieke Wevers (Leeuwarden, 17 settembre 1991) è una ginnasta olandese, membro della Nazionale di ginnastica artistica femminile dei Paesi Bassi e vincitrice di quattro medaglie ai Giochi Europei del 2015.

## Carriera

### 2021
Nel 2021 viene scelta per partecipare alle Olimpiadi di Tokyo insieme a Sanne Wevers, Vera Van Pol e Eythora Thorsdottir.
Il 25 luglio prende parte alle Qualifiche: l'Olanda non riesce a qualificarsi per la finale a squadre e Wevers è la prima riserva per la finale all around. In seguito al ritiro di Elsabeth Black accede alla finale, terminando poi in 24ª posizione.